# Galumna flabellifera
Galumna flabellifera is een mijtensoort uit de familie van de Galumnidae. De wetenschappelijke naam van de soort is voor het eerst geldig gepubliceerd in 1958 door Hammer.